# دينامو كورسك
دينامو كورسك (بالروسية: Динамо) هو فريق كرة سلة روسي للسيدات تأسس في سنة 1994 يقع مقره في كورسك. ينافس في الدوري الروسي لكرة السلة للسيدات والدوري الأوروبي لكرة السلة للسيدات.

## الإنجازات
- الدوري الأوروبي لكرة السلة للسيدات:
  -  الفوز: 2016–17
  -  برونزية : 2014–15
- كأس أوروبا لكرة السلة للسيدات:
  -  الفوز: 2011–12
  - الوصافة: 2013–14
- الدوري الروسي لكرة السلة للسيدات:
  -  برونزية : 2013–14، 2014–15، 2015–16
- كأس روسيا :
  -  الفوز: 2014–15، 2015–16
  -  برونزية: 2013–14
- الدوري الأوروبي لكرة السلة للسيدات: ربع النهائي (2015)
- الدوري الروسي لكرة السلة للسيدات: المركز الـ 4 (2010، 2011)

## وصلات خارجية
- الموقع الرسمي